# Колібрі-лісовичок зелений
Колі́брі-лісовичо́к зелений (Chrysuronia goudoti) — вид серпокрильцеподібних птахів родини колібрієвих (Trochilidae). Мешкає в Колумбії і Венесуелі.

## Опис
Довжина птаха становить 9-9,5 см, самці важать 4,1 г, самиці 3,7 г. У самців номінативного підвиду верхня частина тіла зелена, нижня частина тіла переважно синьо-зелена, блискуча, живіт білуватий, нижні покривні пера хвоста зелені з білими краями. Хвіст роздвоєний, центральні стернові пера бронзово-чорні, крайні синювато-чорні. Дзьоб прямий, зверху чорний, знизу рожевий, довжиною 18 мм.
У самиць верхня частина тіла така ж, як у самців, пера на нижній частині тіла у них мають білі основи і краї, що надає грудям плямистого вигляду. Живіт майже повністю білий, нижні покривні пера хвоста переважно білі з невеликою кількістю зеленого. Хвіст менш глибоко роздвоєний, ніж у самців, більш бронзовий або зеленуватий, ніж чорний. У молодих птахів верхня частина тіла більш тьмяно-зелена, ніж у дорослих птахів, пера на тімені і на потилиці у них мають темні краї. Загалом вони мають переважно тьмяно-бронзово-зелене забарвлення, пера на нижійчастині тіла у них мають сірувато-білі краї, живіт сірувато-білий.
У самців підвиду C. g. luminosa верхня частина тіла більш бронзова, а нижня частина тіла більш золотисто-зелена, ніж у представників номінативного підвиду. У самиць цього підвиду живіт і гузка більш білі. Представники підвиду C. g. zuliae є меншими за представників номінативного підвиду. Тім'я у них більш темне, верхня частина тіла менш бронзова, а нижні покривні пера хвоста менш білі. У самців підвиду C. g. phaeochroa верхня частина тіла більш темна, ніж у представників номінативного підвиду, нижня частина тіла більш синьо-зелена, а тім'я більш синє.

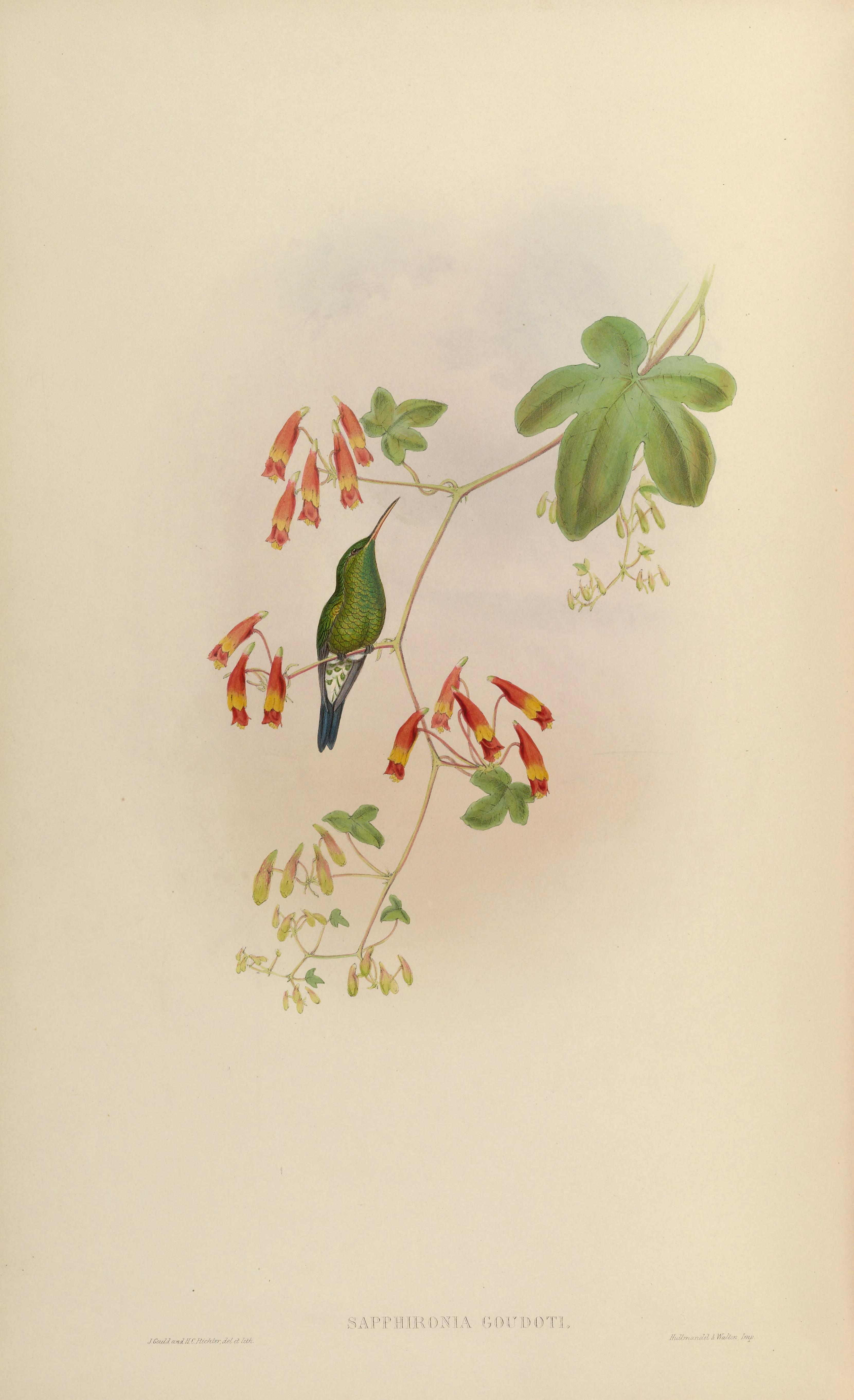
Зелений колібрі-лісовичок

## Підвиди
Виділяють чотири підвиди:
- C. g. luminosa (Lawrence, 1862) — північні прибережні рівнини Колумбії (від Чоко до Болівара і Сесара);
- C. g. goudoti (Bourcier, 1843) — середня і верхня частина долини Магдалени;
- C. g. zuliae (Cory, 1918) — північ і захід басейну Маракайбо (крайній північний захід Колумбії і північний захід Венесуели);
- C. g. phaeochroa (Todd, 1942) — південь і схід басейну Маракайбо (північний захід Венесуели).

## Поширення і екологія
Зелені колібрі-лісовички живуть у відкритих і напіввідкритих ландшафтах, зокрема у вологих і сухих чагарникових заростях, гаях, на узліссях галерейних лісів, на кавових плантаціях і в садах. В Колумбії вони зустрічаються на висоті до 1000 м над рівнем моря, місцями на висоті до 1600 м над рівнем моря, у Венесуелі на висоті до 800 м над рівнем моря.
Зелені колібрі-лісовички живляться нектаром різноманітних квітучих рослин, які продукують невелилку кількість нектару, зокрема мімоз. Вони шукають їжу переважно в нижньому і середньому ярусах лісу. Крім того, птахи живляться комахами та іншими дрібними безхребетними, яких ловлять в польоті або збирають з рослинності. Сезон розмноження у них триває з жовтня по березень. Гніздо невелике, чашоподібне, робиться з рослинного пуху і павутиння, зовні покривається лишайниками, розміщується на гілці дерева або чагарника, на висоті 1-1,5 м над землею.